# Григорій X
Блаженний Григорій X (лат. Gregorius PP. X, в миру — Теобальдо Вісконті, італ. Teobaldo Visconti; 1210, П'яченца — 10 січня 1276, Ареццо) — папа римський з 1 вересня 1271 рік по 10 січня 1276 року.

## Вибори
Теобальдо Вісконті — виходець із П'яченци. Був італійцем, але обіймав посаду архідиякона в Льєжі (нині Бельгія). Після смерті Климента IV настала найтриваліша в часі вакансія папського трону. Три роки тривали переговори кардиналів, перш ніж вони ухвалили 1 вересня 1271 року вибрати папою відсутнього Теобальдо Вісконті, який не був кардиналом і знаходився на той час у Палестині разом з хрестоносцями під керівництвом Едуарда I Довгоногого. Перебуваючи в Акко, він там зустрічає торговців Нікколо, Мафео та Марко Поло, яким доручає подорожувати до монгольських ханів для можливого укладання союзу проти ісламу.

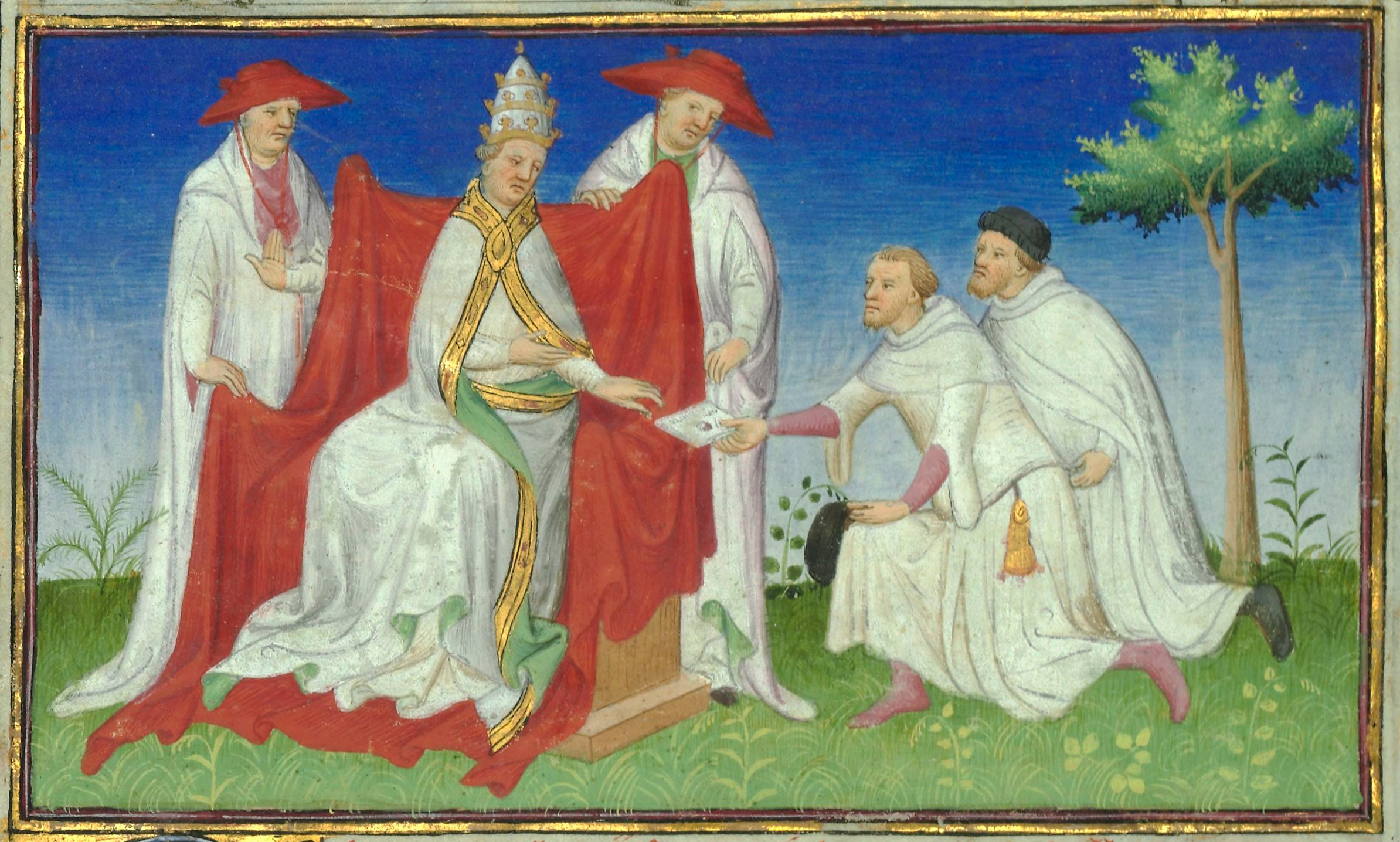
Нікколо, Мафео та Марко Поло передають лист від Великого хана Монгольської імперії Хубілая папі Григорію X у 1271.

Коронація його відбулася тільки 27 березня 1273 року.

## Собор та спроба об'єднання церков

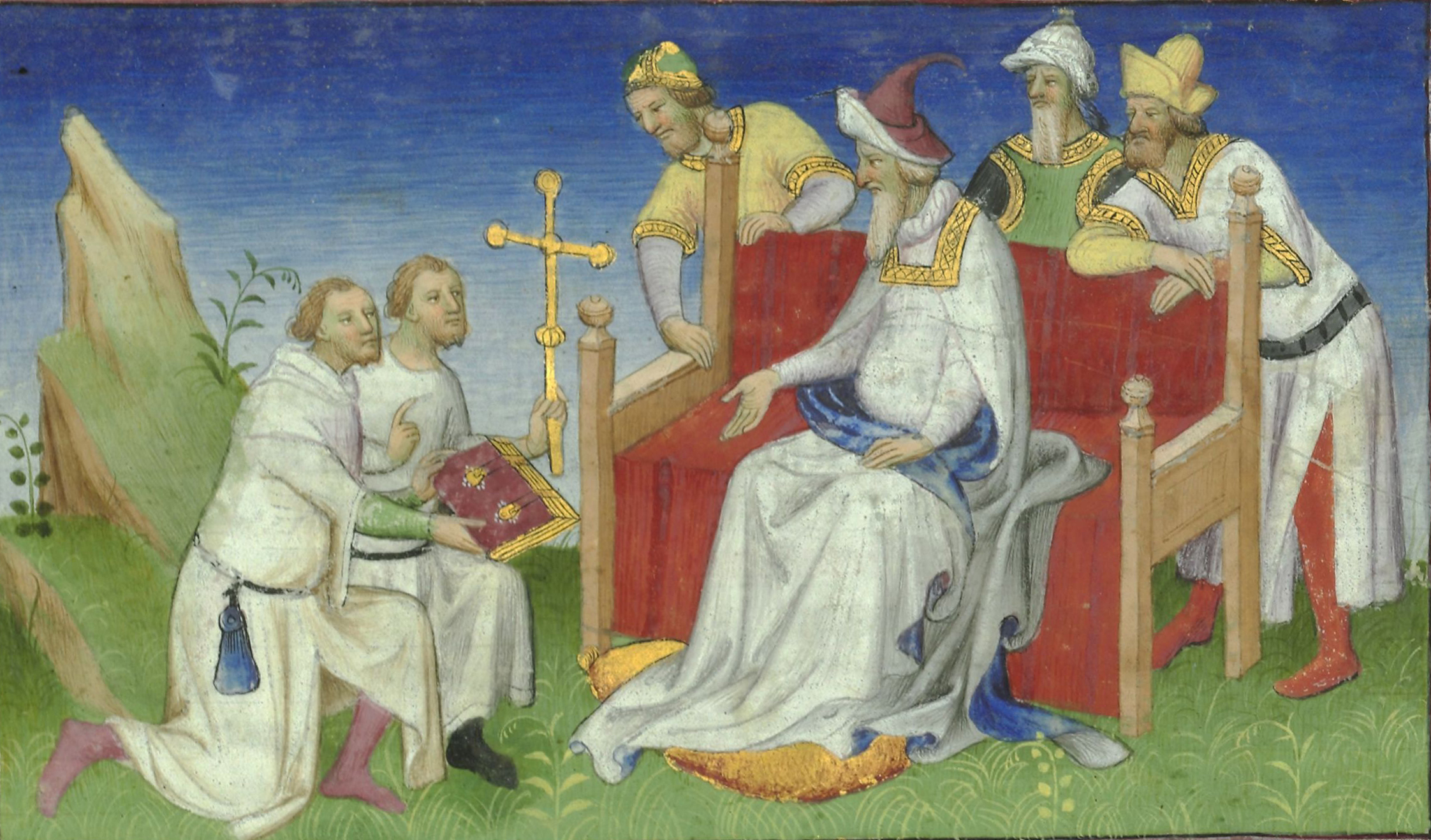
Нікколо, Мафео та Марко Поло передають Хубілаю лист папи Григорія X у 1275.

Після невдалого хрестового походу, важкої ситуації ув Латинській імперії на Сході, а також хаосу, який панував в Німеччині, Італії і Сицилії, Григорій Х вирішив скликати Вселенський собор у Ліоні (1274). За задумом папи це повинен був бути найпрекрасніший з християнських соборів. У Ліон з'їхалися близько 500 єпископів із Заходу та Сходу, а також безліч представників від європейських королівських дворів. З ініціативи папи була зроблена спроба об'єднати східне і західне християнство. Проте до справжнього об'єднання справа не дійшла. Проголошена унія мала суто формальний характер. Собор зайнявся насамперед актуальними політичними проблемами, роздаючи королівські і графські корони. На соборі була присутня делегація Абака-хана — правнука Чингізхана, яка представила план створення загальної ліги проти турків. До здійснення цього плану не дійшло, зате один з послів, на радість учасників собору батьків, хрестився.

## Результати
Найважливіша постанова собору стосувалася конклаву: після смерті папи кардинали мають зібратися на конклав не пізніше ніж через 10 днів після його похорону. Під час роботи конклаву кардинали повинні бути повністю ізольовані від навколишнього світу і позбавлені якого б то не було особистого контакту або листування зі сторонніми особами. Якщо протягом трьох днів вони не виберуть папу, раціон їхнього харчування буде зменшений. Після тижня марних нарад виборці повинні будуть задовольнятися хлібом і водою. Інші постанови собору обмежували надмірну концентрацію церковних посад і доходів. Собор офіційно визнав Рудольфа Габсбурга (1273—1291) німецьким королем. У роботі собору брав участь видатний вчений і теолог францисканець Бонавентура (Джованні Фіданца, 1221—1274), який помер напередодні закінчення засідань собору. Він був призначений Григорієм Х кардиналом-єпископом Альбано. Фома Аквінський (1225—1274) був також запрошений на собор та помер по дорозі до Ліона.
Папа помер незабаром після закінчення засідань собору, під час поїздки в Ареццо (Італія).

## Беатифікація
У 1713 році він був визнаний Церквою блаженним.

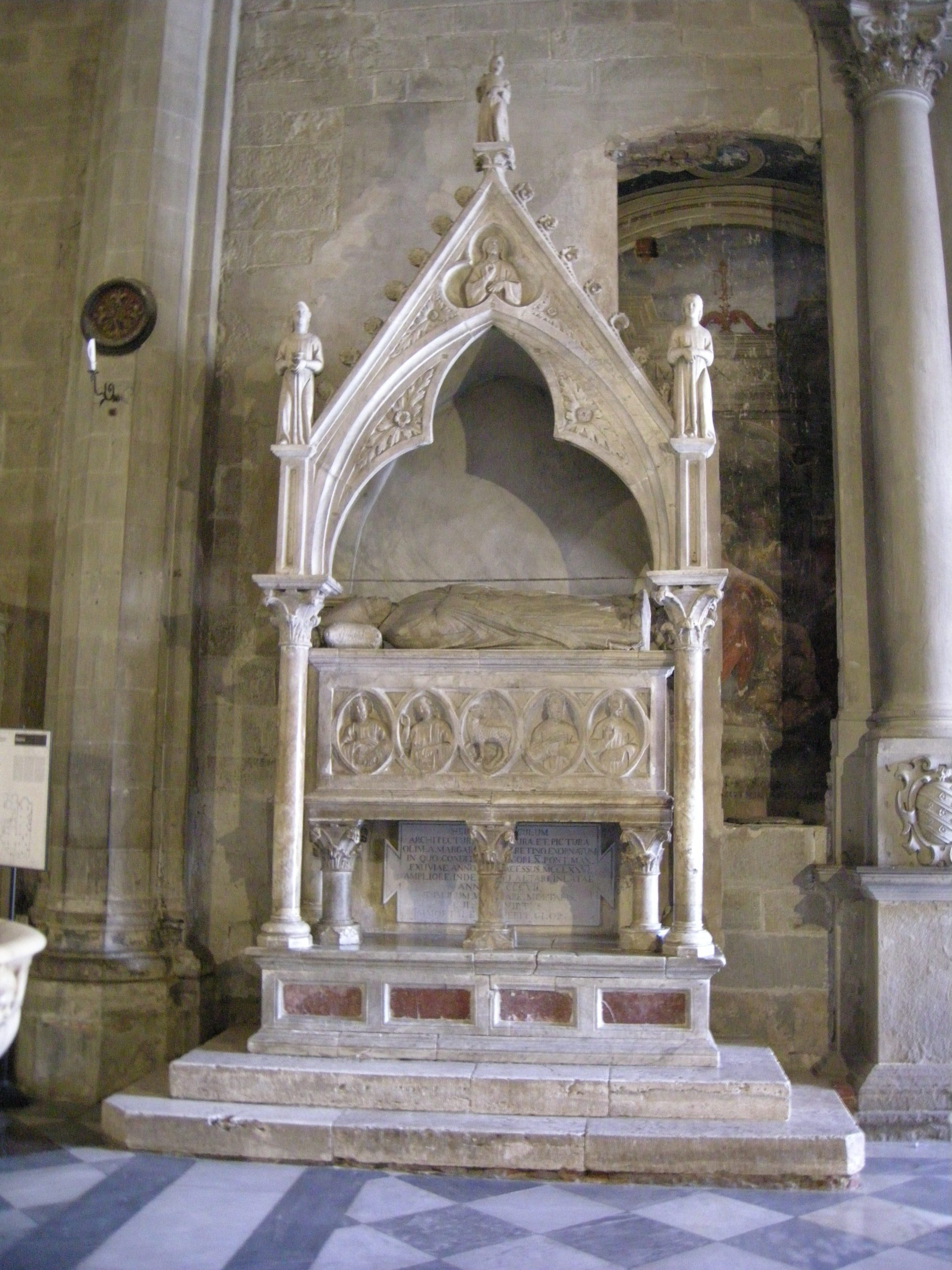
Могила папи Григорія X в Ареццо.